# Лаадан
Лаадан — феминистский искусственный язык, созданный Сьюзет Хейден Элджин в 1982 году для проверки гипотезы Сепира — Уорфа, в частности — чтобы выяснить, сможет ли язык, нацеленный на выражение мыслей женщины, сформировать культуру; также рассматривалась теория о том, что западные естественные языки более приспособлены для выражения мыслей мужчин, чем женщин. Лаадан фигурировал в романе Элджин Native Tongue. Лаадан содержит слова для устранения двусмысленности высказываний, повествующих о чувствах говорящей к тому, о чём она говорит. По словам Элджин, лаадан создан для борьбы с ограничениями, накладываемыми на женщин андроцентричными языками, из-за чего они вынуждены отвечать «Я знаю, что я сказала это, но я имела в виду другое».

## Фонология

### Тоны
В отличие от множества других искусственных языков, в Лаадане присутствуют тоны. В нём используются два отличных друг от друга тона:
- lo — /lō/ или /lò/, краткий, средний или низкий тон, обозначающийся гласной буквой без диакритики
- ló — /ló/, краткий, высокий тон, обозначающийся гласной буквой с акутом

В слове «Láadan» (самоназвание языка) три слога: «lá-» с кратким гласным /a/ высокого тона; «-a» с кратким гласным /a/ без тона; и «-dan».
В лаадане запрещены двойные гласные. Если два одинаковых кратких гласных стоят рядом в пределах одной морфемы, один из них обязательно должен иметь высокий тон. Если в результате добавления аффикса два одинаковых гласных окажутся рядом друг с другом, между ними вставляется /h/, дабы предотвратить запрещённое сочетание. В языке возможны «máa» и «maá», но не «maa». Эти сочетания можно описать следующим образом:
- loó — /lǒː/, долгий, восходящий тон, обозначающийся двумя одинаковыми гласными, вторая из которых имеет акут
- lóo — /lôː/, долгий, нисходящий тон, обозначающийся двумя одинаковыми гласными, первая из которых имеет акут

Элджин склонялась к тому, что в языке нет долгих гласных и присутствует только один, высокий, тон (отличный от «нейтрального, основного тона»), но она понимает, что лингвисты, считающие, что в языке два тона — высокий и низкий (или средний), не будут неправы.

### Гласные
В лаадане пять гласных:
- a — /ɑ/, неогублённый гласный заднего ряда нижнего подъёма (как в английском calm),
- e — /ɛ/, неогублённый гласный переднего ряда средне-нижнего подъёма (как «э» в русском этот),
- i — /ɪ/, ненапряжённый неогублённый гласный переднего ряда верхнего подъёма (как в английском bit),
- o — /o/, огублённый гласный заднего ряда средне-верхнего подъёма (как в русском стол),
- u — /u/, огублённый гласный заднего ряда верхнего подъёма (как в русском тут).

### Согласные
|               |               | Губные | Зубные / Альвеолярные | Зубные / Альвеолярные | Постальвеолярные / Палатальные | Гортанные |
| Центральные   | Боковые       | Губные |                       |                       | Постальвеолярные / Палатальные | Гортанные |
| ------------- | ------------- | ------ | --------------------- | --------------------- | ------------------------------ | --------- |
| носовые       | носовые       | m /m/  | n /n/                 |                       |                                |           |
| Взрывные      | Взрывные      | b /b/  | d /d/                 |                       |                                |           |
| Фрикативные   | глухие        |        | th /θ/                | lh /ɬ/                | sh /ʃ/                         | h /h/     |
| Фрикативные   | звонкие       |        |                       |                       | zh /ʒ/                         |           |
| Дрожащие      | Дрожащие      |        | r /ɹ/                 |                       |                                |           |
| Аппроксиманты | Аппроксиманты | w /w/  |                       | l /l/                 | y /j/                          |           |

В лаадане отсутствуют звуки /p, t, k, ɡ, s/. Однако в нём используются b, d, sh (/ʃ/), m, n, l, r, w, y (/j/), h, звучащие так же, как в английском. Вдобавок ко всему, три диграфа требуют объяснения:
- th — /θ/, глухой зубной щелевой согласный (всегда произносится, как в английском think, и никогда как в then),
- zh — /ʒ/, звонкий постальвеолярный спирант (как в английском pleasure),
- lh — /ɬ/, глухой альвеолярный латеральный спирант (как в валлийском llan).

## Грамматика
Большинство предложений в лаадане содержат три частицы:
- Частица речевого акта (Speech Act Morpheme) — всегда стоит в начале предложения и означает, что предложение является утверждением (bíi), вопросом (báa), и так далее; в связной речи или на письме эта частица часто опускается. Существуют следующие частицы:

- Bíi — обозначает повествовательное предложение (обычно необязательна)
- Báa — обозначает вопрос
- Bó — обозначает приказ; используется редко, в основном только при разговоре с маленькими детьми
- Bóo — обозначает просьбу; нейтрально-вежливая повелительная форма
- Bé — обозначает обещание
- Bée — обозначает предупреждение

- Частица, обозначающая время — стоит на втором месте и обозначает настоящее (ril), прошедшее (eril), или будущее (aril) время, либо предположение (wil); при отсутствии временной частицы считается, что предложение стоит в том же времени, что и предыдущее.
- Частица свидетельства (Evidence Morpheme) — всегда стоит в конце повествовательного предложения и обозначает надёжность высказывания. Существуют следующие частицы:

- wa — говорящая знает об этом, потому что лично видела, слышала или ещё как-либо воспринимала это;
- wi — говорящая знает об этом, потому что это само собой разумеется;
- we — говорящая увидела это во сне;
- wáa — говорящая считает это правдой, так как доверяет источнику;
- waá — говорящая считает это ложью, так как не доверяет источнику; если предполагаются злые намерения со стороны источника, частица имеет вид «waálh»;
- wo — придумано говорящей, является предположением;
- wóo — означает, что говорящая не знает, истинно ли высказывание, или нет.

Порядок слов в лаадане — глагол-подлежащее-прямое дополнение. Глаголы и прилагательные взаимозаменяемы. Артикли отсутствуют, прямое дополнение обозначается суффиксом -th или -eth. Множественное число обозначается только префиксом me-, присоединяющимся к глаголу. Частица ra, идущая после глагола, делает его отрицательным. Части сложного предложения соединяются частицей hé.
| Лаадан                                | буквальный перевод | литературный перевод              |
| ------------------------------------- | --- | --------------------------------- |
| Bíi ril áya mahina wa                 | утверждение настоящее время красивый/украшать цветок правда, потому что было увидено                                                        | Цветок красивый                   |
| Báa eril mesháad with                 | вопрос прошедшее время множественное число-идти/приходить женщина                                                                           | Пришли ли женщины?                |
| Bíi ril lámála with ruleth wa         | утверждение настоящее время гладить/ласкать женщина кошка-прямое дополнение правда, потому что было увидено                                 | Женщина гладит кошку              |
| Bóo wil di le neth                    | просьба предположение говорить/сказать я ты-прямое дополнение                                                                               | Я бы хотела поговорить с тобой    |
| Bíi aril meleyan ra lanemid wáa       | утверждение будущее время множественное число-быть бурым отрицание собака правда, потому что источник надёжен                               | Я слышала, собаки не будут бурыми |
| Bíi ril le an hé eril ne bethudeha wa | утверждение настоящее время Я знать соединитель частей сложного предложения прошедшее время ты пещера-около правда, потому что было увидено | Я знаю, что ты около пещеры       |

### Морфология
Лаадан является агглютинативным языком, в нём используются аффиксы для обозначения разных чувств и настроений, которые в естественных языках могут быть обозначены только тоном или жестами
| Аффикс   | значение                                                                           | пример                                                               |
| -------- | ---------------------------------------------------------------------------------- | -------------------------------------------------------------------- |
| (-)lh(-) | отвращение, неприязнь                                                              | hahodimi: «приятно озадаченная»; hahodimilh: «неприятно озадаченная» |
| du-      | пытаться                                                                           | bíi eril dusháad le wa: «Я попыталась прийти»                        |
| dúu-     | напрасно пытаться                                                                  | bíi eril dúusháad le wa: «Я напрасно попыталась прийти»              |
| ná-      | продолжительность                                                                  | bíi eril dúunásháad le wa: «Я напрасно пыталась прийти»              |
| -(e)tha  | природный обладатель                                                               | lalal betha: «молоко её матери»                                      |
| -(e)tho  | обычный/законный обладатель                                                        | ebahid letho: «мой муж»                                              |
| -(e)thi  | случайный обладатель                                                               | losh nethi: «твои деньги (выигранные в азартной игре)»               |
| -(e)the  | обладатель по неизвестной причине                                                  | ana worulethe: «еда кошек»                                           |
| -id      | обозначает мужской пол (в ином случае пол либо женский, либо не важен/не известен) | thul: «мать/родитель»; thulid: «отец»                                |

Частицы речевого акта также могут иметь суффиксы, которые меняют суть всего предложения. Например, bíi стоит в начале утверждения, а bíide стоит в начале утверждения в рамках повествования; bóoth обозначает просьбу, высказанную с болью; báada обозначает шутливый вопрос.

### Местоимения
Местоимения в лаадане состоят из нескольких составных частей. Согласная l обозначает первое лицо, n обозначает второе лицо, а b обозначает третье лицо. Обычно после них стоит гласная e. Однако гласная a может использоваться для обозначения кого-то любимого (а приставка lhe- используется для обозначения кого-то ненавистного). Суффикс -zh используется для обозначения множественного числа с количеством, меньшим пяти, а -n — для обозначения большего количества. Из этого следует, что lazh означает «мы, несколько любимых», а lheben — «они, много ненавистных».